# Риторическое восклицание
Какое лето, что за лето!

Да это просто колдовство!— Фёдор Тютчев

## Виды риторического восклицания
Видами риторического восклицания являются:
- Аганактезис — риторическое восклицание, выражающее возмущение

О времена, о нравы!
Оригинальный текст (лат.)O tempora, o mores!
— Латинское изречение

О, дева всех румянее

Среди зелёных гор —

Германия!

Германия!

Германия!

Позор!
— Марина Цветаева
- Катаплока — риторическое восклицание в виде грамматически не связанной с контекстом вставки

Тридцатая годовщина

Союза — держись, злецы!

Я знаю твои морщины,

Изъяны, рубцы, зубцы —

Малейшую из зазубрин!

(Зубами — коль стих не шёл!)
— Марина Цветаева